# 1535 a tudományban
Az 1535. év a tudományban és a technikában.

## Események
- Lima alapítása
- Montréal alapítása
- Paracelsus műve az orvosi kémiáról.
- A szem szerkezetének leírása.

## Születések
- William Bourne matematikus (1582).

## Halálozások
- Heinrich Cornelius Agrippa, német asztrológus és orvos
- Jodocus Badius, holland nyomdász
- Giovanni Maria Falconetto, olasz építész
- Alessio Tramello, olasz építész